# Protanaides sibiricus
Protanaides sibiricus är en skalbaggsart som beskrevs av Nikolajev 2010. Protanaides sibiricus ingår i släktet Protanaides och familjen Hybosoridae. Inga underarter finns listade i Catalogue of Life.